# VEB Film Leipzig
VEB Film Leipzig ist ein Netlabel, das Filme, Bücher und Musik produziert. Alle Veröffentlichungen werden unter eine Creative-Commons-Lizenz gestellt, so dass sie frei kopierbar und veränderbar sind, zum Teil auch für Dritte kommerziell verwertbar.

## Route 66
Im Dezember 2004 wurde der Debütfilm „Route 66 - Ein amerikanischer albTraum“ zum Herunterladen bereitgestellt.
Drei Sachsen machen sich in einem alten Cadillac auf den Weg von der US-amerikanischen Ost- zur Westküste. Dazu besteht offensichtlich kein anderer Anlass als ein als Roadtrip geplanter Urlaub. Der an allen Ecken und Enden marode, aber originale Cadillac macht dem von Anfang an einen Strich durch die Rechnung. Das ständig nötige Aufsuchen fremder Hilfe bei den kleineren und größeren Reparaturen führt zu merkwürdigen Gegebenheiten. Nach 100 Filmminuten kommen die drei in San Diego an.
Gedreht wurde der Roadmovie im Mai 2002 mit zwei Kameras von den drei Hauptdarstellern selbst. Es gab offenbar keinerlei Skript, die Aufnahmen sind oft in einem videotypischen Stil, wie er auch durch Formate wie „Mein neuer Freund“ bekannt wurde. Der Film wurde auf der Website des Netlabels veröffentlicht und mithilfe von Traffic-Sponsoren und auch via Tauschbörsen wie BitTorrent oder eMule verteilt. Der Soundtrack von valleyforge wurde separat und auch unter einer Creative-Commons-Lizenz veröffentlicht.
Die IT-Nachrichtenticker und Offline-Presse berichteten in der Folge vom „ersten 'Open-Source'-Film der Welt“ („Spiegel Online“), andererseits aber auch von „Open Soße“, bei der das Etikett „Open Source“ lediglich als PR-Gag genutzt werde („Telepolis“).

## Die letzte Droge
Eine weitere Produktion, deren Veröffentlichung für 2009 angekündigt und daraufhin immer wieder verschoben wurde, handelt erneut von einer Reise dreier Freunde. Diesmal soll ein seltenes Halluzinogen aufgespürt werden, dessentwegen die Protagonisten als Backpacker durch Südamerika reisen. Diese im Stil des ersten Films gehaltenen Videoaufnahmen wurden laut eigenen Angaben um in Deutschland in HD-Technik gedrehte fiktive Elemente ergänzt, ein Stilmittel des Gonzo-Journalismus, auf den sich das Label mehrfach berufen hat.
Der Film befindet sich seit März 2006 in der Postproduktionsphase, für die laut Pressemitteilung vom März 2006 drei Teams aufgestellt wurden, die in einem so genannten „Drug Battle“ gleichzeitig drei in Vertonung und Schnitt verschiedene Versionen des Films postproduzieren und diese gegeneinander antreten lassen. Damit soll die Sinnhaftigkeit eines Film-Remixes auf Basis von Open-Source-Material belegt werden.
Anfang Januar 2012 war ein letzter Hinweis auf die Postproduktionsphase datiert auf 30. Juni 2009.
Die ersten 30 Minuten des Originalschnitts sowie ein Remix wurden am 31. Dezember 2014 veröffentlicht.

## Der Geist der Biker
Im November 2009 wurde das dritte Projekt von VEB Film Leipzig angekündigt, das die Verantwortlichen um Stefan Kluge selbst als „Open-Source-Road-Trip-Dokumentarfilmprojekt“ bezeichnen.
Der Film konnte, im Gegensatz zum ersten Film, anfänglich nur als DVD und DVD-Download erworben werden. Am 24. Dezember 2014 wurde der Film über Bittorrent und YouTube veröffentlicht.

## Marketing
Durch intensives Online-Marketing erreichte VEB FILM Leipzig eine für Netlabels hohe Popularität. Der erste Film erreichte nach eigenen Angaben eine Million Zuschauer.

## Open Konto
Die laufenden Einnahmen und Ausgaben des Labels sind auf der Website öffentlich einsehbar. Während die Downloads der digitalen Inhalte kostenfrei sind, wird für DVD-, CD- und Buchbestellungen ein sogenannter „Open Price“ veranschlagt: Der Kunde kann den Preis selbst bestimmen, solange er die Grenze der Produktions- und Versandkosten nicht unterschreitet.